# Clearwater (Kansas)
Clearwater – miasto w Stanach Zjednoczonych, w stanie Kansas, w hrabstwie Sedgwick.